# NGC 7594
NGC 7594 (другие обозначения — IC 1478, PGC 70991, UGC 12485, MCG 2-59-23, ZWG 431.38) — спиральная галактика (Sb) в созвездии Пегас.
Этот объект входит в число перечисленных в оригинальной редакции «Нового общего каталога».